# Залужье (Бережанская городская община)
Залужье (укр. Залужжя) — село в Бережанской городской общине Тернопольского района Тернопольской области Украины.
До 2020 года входило в Бережанский район.
Код КОАТУУ — 6120480603. Население по переписи 2001 года составляло 122 человека.

## Географическое положение
Село Залужье находится между реками Золотая Липа и Восточная Золотая Липа (2-3 км),
на расстоянии в 0,5 км от села Поручин.
К селу примыкает лесной массив (бук, граб).